# Gbon-Houyé
Pour les articles homonymes, voir Gbon.
Gbon-Houyé est une localité de l'ouest de la Côte d'Ivoire, et appartenant au département de Danané, Région des Dix-Huit Montagnes. La localité de Gbon-Houyé est un chef-lieu de commune.